# David Ochoa
David Ochoa (Oxnard, 16 gennaio 2001) è un calciatore messicano con cittadinanza statunitense, portiere del Los Angeles FC 2.

## Carriera

### Nazionale
Nel 2018 con la nazionale Under-20 statunitense ha preso parte al campionato nordamericano 2018.

## Palmarès

### Club

#### Competizioni nazionali
- USL Championship: 1

Real Monarchs: 2019

### Nazionale
- CONCACAF Nations League: 1

2019-2020